# Klasea nudicaulis
Klasea nudicaulis là một loài thực vật có hoa trong họ Cúc. Loài này được (L.) Fourr. mô tả khoa học đầu tiên năm 1869.